# Astragalus pygmaeus
Astragalus pygmaeus là một loài thực vật có hoa trong họ Đậu. Loài này được (Nutt.) M.E. Jones miêu tả khoa học đầu tiên năm 1923.